# دی‌متیل‌آمین
دی‌متیل‌آمین (به انگلیسی: Dimethylamine) با فرمول شیمیایی C
۲NH
۷ یک ترکیب شیمیایی با شناسه پاب‌کم ۶۷۴ است؛ که جرم مولی آن 45.0837 g mol−۱ می‌باشد. شکل ظاهری این ترکیب، گاز بی‌رنگ است.